# Antriebsoffizier
Der Antriebsoffizier (AnO) ist ein Abschnittsleiter an Bord von Schiffen der Deutschen Marine, zuständig für alles, was mit dem Schiffsantrieb zusammenhängt. Er ist truppendienstlich dem Hauptabschnittsleiter des Hauptabschnitts 200 (Schiffstechnik), dem Schiffstechnischen Offizier (STO), und disziplinarisch dem Ersten Offizier des Schiffes unterstellt.
Für die Besetzung des Dienstposten sind  gemäß Stärke- und Ausrüstungsnachweisung (StAN) in der Regel Offiziere des Truppendienstes im Dienstgrad Kapitänleutnant vorgesehen. Regelmäßig übernimmt der Antriebsoffizier auch Aufgaben als Wachleiter Schiffstechnik (WST) auf See und im Hafen.
Ihm unterstellt sind ein oder mehrere Antriebsmeister sowie Unteroffiziere und Mannschaften.